# Gavia pacifica
Gavia pacifica là một loài chim trong họ Gaviidae.
Loài chim này sản trên các hồ lãnh nguyên, và mùa đông trong đại dương mở hoặc các vùng nước lớn khác. Nó sinh sản chủ yếu ở miền bắc Canada và miền đông Siberia và mùa đông dọc theo bờ biển Thái Bình Dương của Bắc Mỹ.
Không giống như các loài trong chi, loài chim này có thể di cư theo đàn. Nó mùa đông trên biển, chủ yếu ở bờ biển Thái Bình Dương hoặc trên các hồ lớn trên phạm vi rộng hơn nhiều, bao gồm Trung Quốc, Nhật Bản, Bắc Triều Tiên, Triều Tiên, Hoa Kỳ và Mexico. Có ghi nhận mơ hồ về sự hiện diện loàinchil này tại Greenland, Hồng Kông, Anh, Tây Ban Nha, Phần Lan và Thụy Sĩ (tháng 12 năm 2015). 

## Hình ảnh

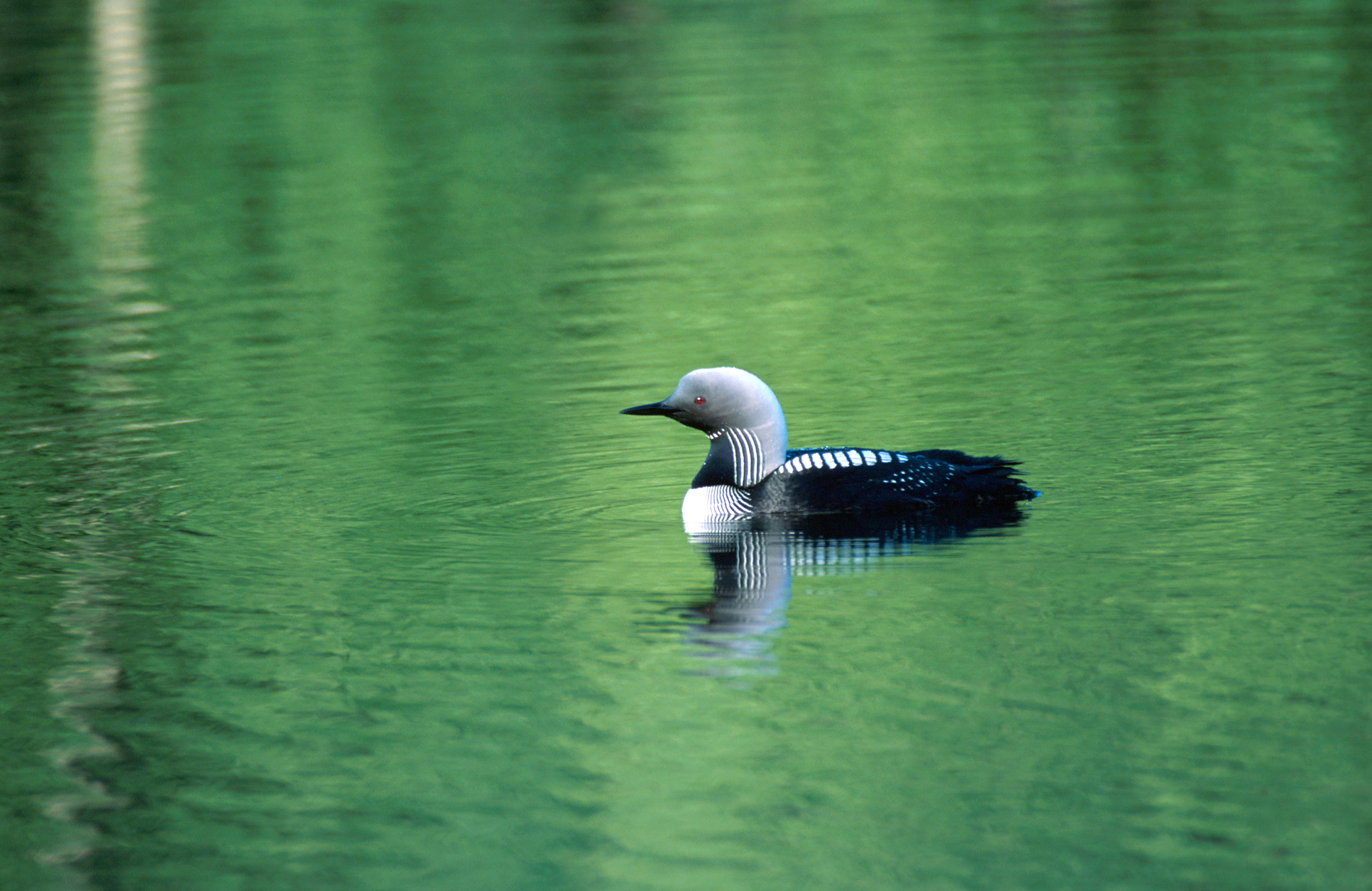
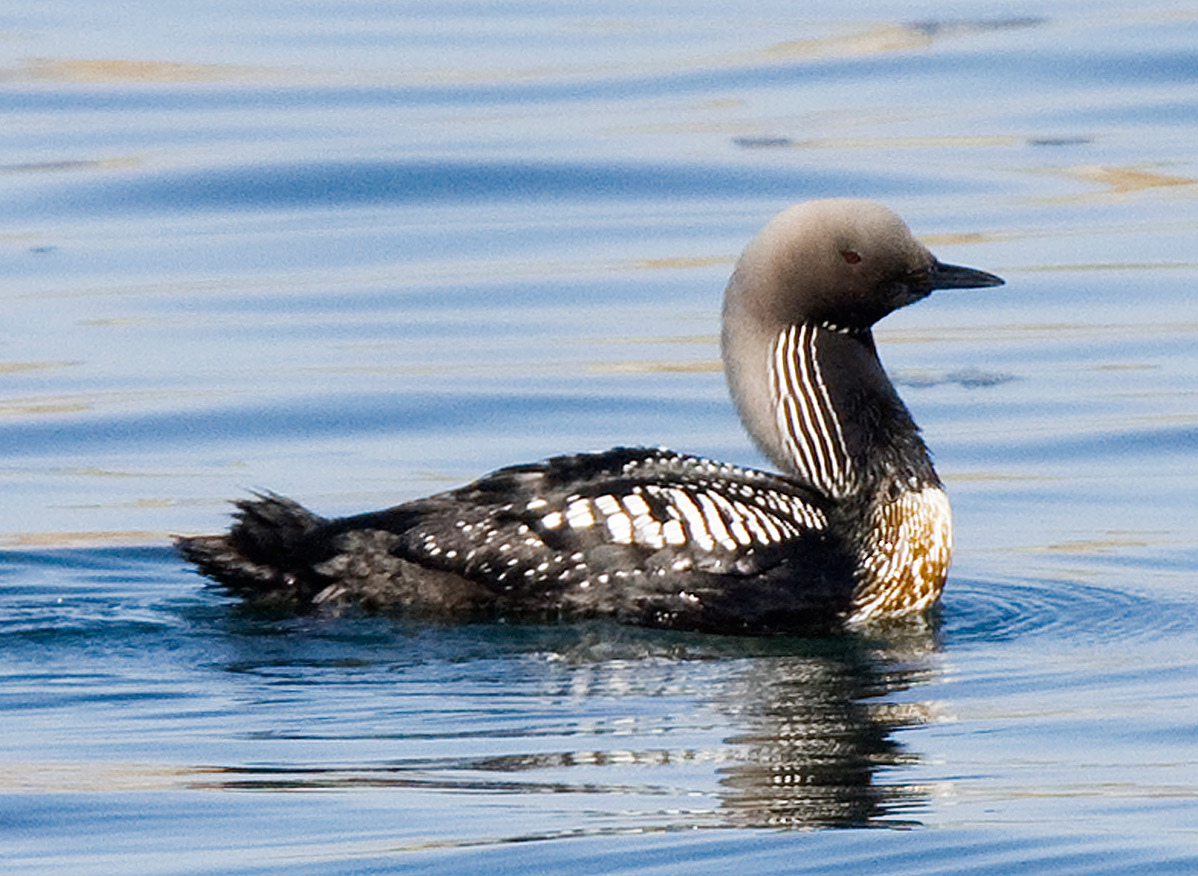
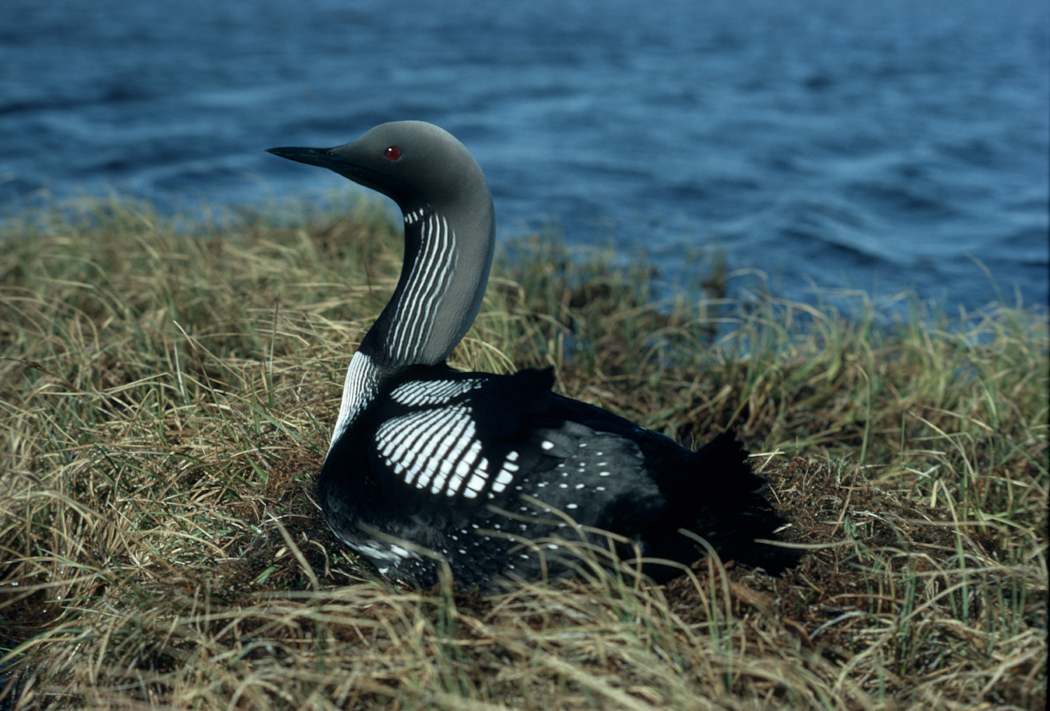
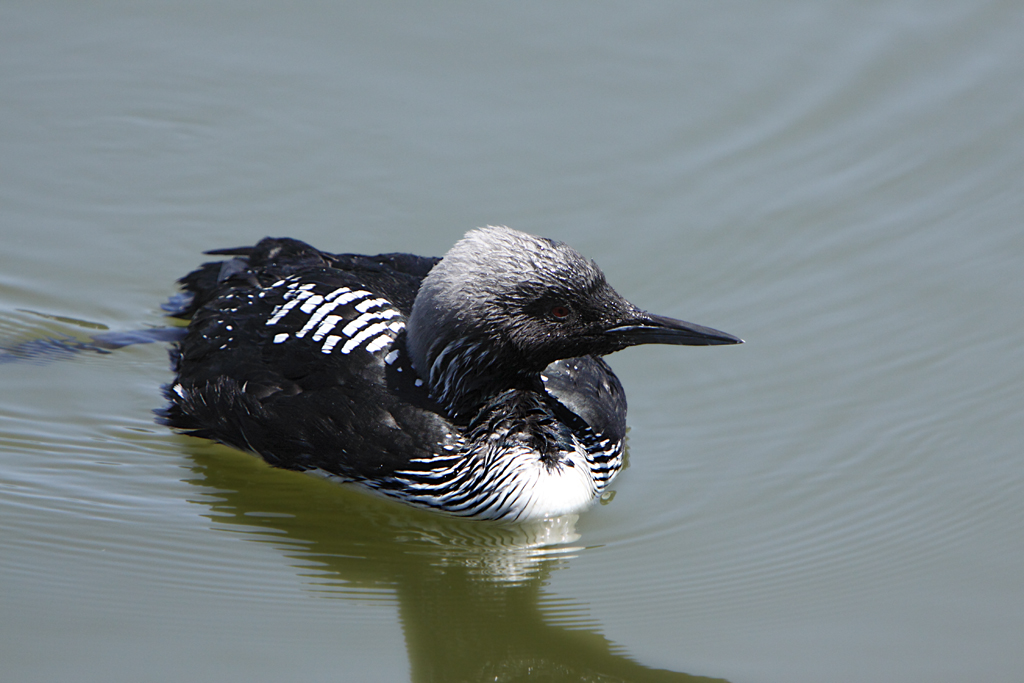
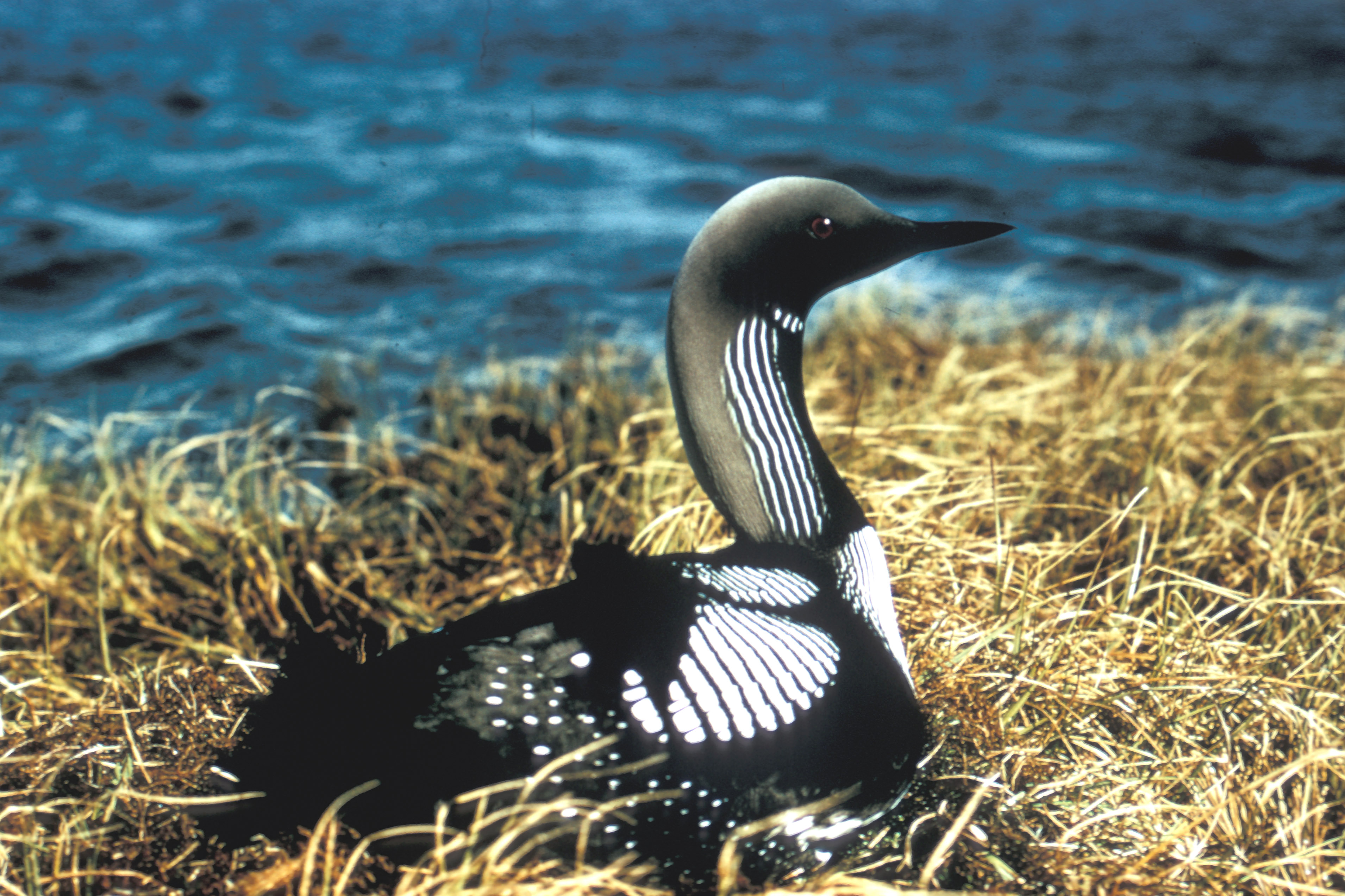